# Gorgonocephalus eucnemis

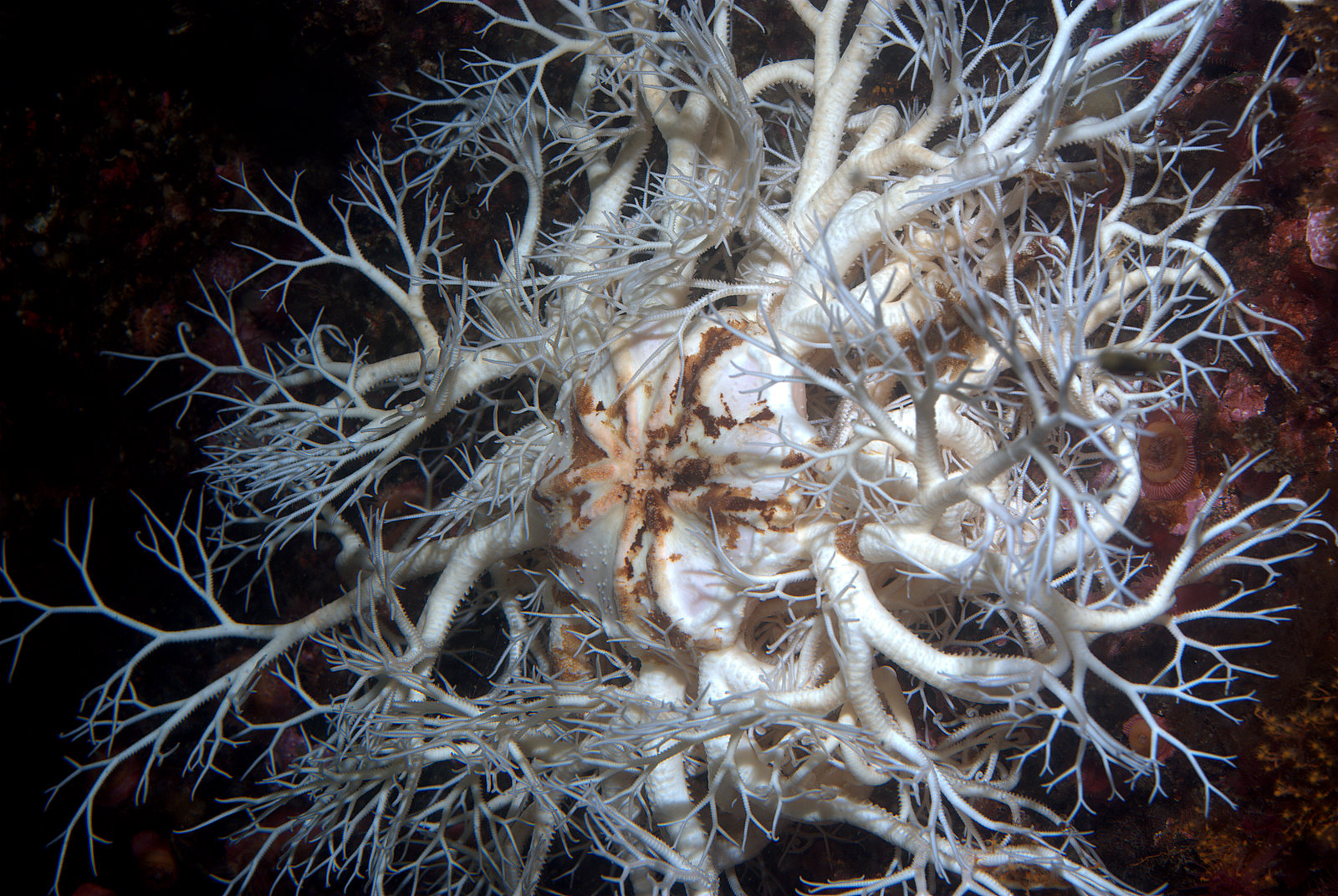
Gorgonocephalus eucnemis

Gorgonocephalus eucnemis é uma espécie de estrelas marinhas de classe Ophiuroidea. É encontrada em ambientes marinhos circumpolares no hemisfério Norte. O nome cientifico vem do grego gorgós que significa "terrível" e cephalus que  significa "cabeça", e refere-se à semelhança entre estas estrelas e a cabeça da Górgona da mitologia grega com suas serpentes se contorcendo no cabelo.
| Taxonomia \| Dominio \| Eukarya \| \| Reino \| Animalia \| \| Phylum \| Echinodermata \| \| Classe \| Ophiuroidea \| \| Ordem \| 0phiurida \| \| Sub-ordem \| Euralina \| \| Familia \| Gorgonocephalidae \| \| Genus \| Gorgonocephalus \| \| Espécies \| eucnemis \| \| \| \| |                   |
| Dominio | Eukarya           |
| Reino | Animalia          |
| Phylum | Echinodermata     |
| Classe | Ophiuroidea       |
| Ordem | 0phiurida         |
| Sub-ordem | Euralina          |
| Familia | Gorgonocephalidae |
| Genus | Gorgonocephalus   |
| Espécies | eucnemis          |
| |                   |